# Quimper Kerfeunteun F.C.
Câu lạc bộ bóng đá Quimper Kerfeunteun là một đội bóng đá Pháp đến từ thành phố Quimper, Finistère. Đội đã từng được gọi là Stade Quimpérois.

## Lịch sử
Đội bóng được thành lập vào năm 1905. Thành tựu lớn của đội đến vào những năm 1970 và 1980 khi đội chơi ở Division 2. Kết quả tốt nhất của nó là một vị trí thứ tư trong mùa giải 1988-1989. Câu lạc bộ có vấn đề tài chính vào năm 1997. Trong mùa giải 2006-2007, họ đã trốn thoát khỏi cấp độ khu vực (DH Bretagne, giải hạng 6) và trở lại ở cấp quốc gia.
Đội có một đội nữ, được chơi trong giải hạng 3.

## liên kết ngoài
- Trang web chính thức